# Primera División de baloncesto 1970-71
La temporada 1970-71 de la Liga Española de Baloncesto fue la decimoquinta edición de dicha competición. La formaron doce equipos equipos en un único grupo, jugando todos contra todos a doble vuelta. Los dos últimos clasificados descendían directamente a Segunda División, mientras que los puestos 9 y 10 disputaron una liguilla de promoción junto al tercero y cuarto de la Segunda División, para determinar qué dos equipos jugarían la temporada siguiente en la máxima categoría. Comenzó el 11 de octubre de 1970 y finalizó el 7 de marzo de 1971. El campeón fue por decimotercera vez el Real Madrid CF.

## Equipos participantes
| Equipo            | Sede                   |
| ----------------- | ---------------------- |
| FC Barcelona      | Barcelona              |
| Real Madrid CF    | Madrid                 |
| SD Kas Vitoria    | Vitoria                |
| CD Mataró         | Mataró                 |
| Club Juventud     | Badalona               |
| C. D. Manresa     | Manresa                |
| CB Estudiantes    | Madrid                 |
| CB San José Irpen | Badalona               |
| Club Águilas      | Bilbao                 |
| CB Breogán        | Lugo                   |
| Picadero JC       | Barcelona              |
| RC Náutico        | Santa Cruz de Tenerife |

## Clasificación
| Pos. | Equipo             | Pts. | PJ | G  | E | P  | GF   | GC   | Dif. | Clasificación o descenso             |
| ---- | ------------------ | ---- | -- | -- | - | -- | ---- | ---- | ---- | ------------------------------------ |
| 1    | Real Madrid (C)    | 63   | 22 | 21 | 0 | 1  | 2070 | 1442 | +628 | Clasificado para la Copa de Europa   |
| 2    | Juventud Nerva     | 63   | 22 | 21 | 0 | 1  | 1866 | 1451 | +415 | Clasificado para la Recopa de Europa |
| 3    | Picadero Damm      | 42   | 22 | 13 | 3 | 6  | 1701 | 1614 | +87  | Clasificado para la Copa Korać       |
| 4    | Manresa Kan's      | 34   | 22 | 11 | 1 | 10 | 1648 | 1645 | +3   | Clasificado para la Copa Korać       |
| 5    | Kas                | 33   | 22 | 11 | 0 | 11 | 1664 | 1635 | +29  |                                      |
| 6    | Barcelona          | 33   | 22 | 11 | 0 | 11 | 1715 | 1666 | +49  |                                      |
| 7    | Náutico            | 27   | 22 | 9  | 0 | 13 | 1470 | 1707 | −237 |                                      |
| 8    | Estudiantes        | 24   | 22 | 8  | 0 | 14 | 1612 | 1636 | −24  |                                      |
| 9    | Breogán Fontecelta | 24   | 22 | 8  | 0 | 14 | 1547 | 1816 | −269 | Promoción de descenso                |
| 10   | San José Irpen     | 22   | 22 | 7  | 1 | 14 | 1498 | 1631 | −133 | Promoción de descenso                |
| 11   | Ignis Mataró       | 16   | 22 | 5  | 1 | 16 | 1426 | 1677 | −251 | Descenso                             |
| 12   | Águilas Schweppes  | 12   | 22 | 4  | 0 | 18 | 1532 | 1829 | −297 | Descenso                             |

 Fuente: Linguasport
| Campeón 1970-71 |
| --------------- |
| Real Madrid     |

## Promoción de descenso
| Equipo 1      | Agr.    | Equipo 2          | Ida   | Vuelta |
| ------------- | ------- | ----------------- | ----- | ------ |
| CB Breogán    | 133–131 | CD Vasconia       | 79–64 | 54–67  |
| Real Canoe NC | 120–127 | CP San José Irpen | 65–55 | 55–72  |

## Máximos anotadores
| Pos. | Nombre              | Equipo | Puntos |
| ---- | ------------------- | ------ | ------ |
| 1.   | Alfredo Pérez       | BRE    | 595    |
| 2.   | Clifford Luyk       | RMA    | 448    |
| 3.   | Joan Martínez       | MAN    | 443    |
| 4.   | José Luis Sagi-Vela | KAS    | 442    |
| 5.   | Juan María Monsalve | SJO    | 440    |
| 6.   | Gonzalo Sagi-Vela   | EST    | 408    |
| 7.   | Josep Maria Soler   | PIC    | 407    |